# Valborg Werbeck-Svärdström
Valborg Werbeck-Svärdström (Gävle, 22. prosinca 1879. - Bad Boll, 1. siječnja 1972.), bila je švedska operna pjevačica i istaknuta profesorica pjevanja. Utemeljiteljica je poznate Werbeck metode pjevanja.

## Životopis
Valborg Svärdström (kasnije Werbeck-Svärdström) rođena je na sjeveru Švedske 1879. godine. Od najranijega djetinjstva počela se baviti pjevanjem te je od samoga početka pokazivala svoj veliki pjevački talent: nije imala problema s disanjem, a koloraturne visine pjevala je prirodno, s velikom lakoćom.
S petnaest godina upisuje studij Pjevanja na Kraljevskoj glazbenoj akademiji u Stockholmu. Pjevajući uobičajene vokalne vježbe počinje osjećati velik napor i nelagodu, a taj osjećaj raste i tijekom daljnjega školovanja. Ubrzo joj je dijagnosticirana zaraza vratnih žlijezda. Liječnici nisu mogli naći uzrok tomu, a ta je infekcija postupno počela sve više štetiti njezinu pjevanju. Iako su problemi s glasom bili sve veći i razvidniji, i ona više nije bila u stanju otpjevati visoke tonove treće oktave koje je dotad pjevala s lakoćom, u dvadeset i prvoj godini postala je članicom Kraljevske opere u Stockholmu.
U svojoj dvadeset i petoj godini dobila je paralizu glasnica. S obzirom na to da na svojim turnejama kroz Francusku, Italiju i Njemačku nije pronašla novi, tj. zdraviji način pjevanja, počela je razvijati osobni pristup fenomenu glasa, razrađujući vježbe pomoću kojih je postupno povratila svoj glas. Te su joj vježbe, pomoću kojih je počela razvijati svoju metodu pjevanja, pomogle u ponovnom ostvarenju u ulozi operne pjevačice. Svoje je pjevačke uloge ponovno pjevala kao u mlađim danima, ali je u tomu uspijevala vodeći se isključivo svojom metodom pjevanja. Na vrhuncu karijere odrekla se solističke karijere te osnovala novu školu pjevanja, Školu za otkrivanje glasa, te se u potpunosti posvetila pedagoškome radu.
Godine 1912. upoznala je dr. Rudolfa Steinera koji joj je pomogao u brojnim aspektima njezina rada. Njihova dvanaestogodišnja suradnja (od 1912. do 1924.) dovela je do priznavanja Škole za otkrivanje glasa kao ispravnog puta u školovanju glasa. Tijekom rada u centrima za osobe s poteškoćama u razvoju postavila je osnove za terapijsku primjenu Škole za otkrivanje glasa.
Od 1906. do 1928. bila je u braku s Louisom Werbeckom. Umrla 1972. u Bad Bollu u Njemačkoj, gdje je i pokopana.